# کامپردن
کامپردن (به اسپانیایی: Camprodon) یک شهرستان در اسپانیا است که در خرنا واقع شده‌است.

## خصوصیات
کامپردن ۱۰۳٫۳۷ کیلومترمربع مساحت و ۲٬۵۱۶ نفر جمعیت دارد و ۹۸۸ متر بالاتر از سطح دریا واقع شده‌است.